# Gottlob Curt Heinrich von Tottleben
Gottlob Curt Heinrich von Tottleben (baron puis comte de Tottleben, parfois orthographié Todleben, Todtleben ou Totleben, en russe : Готтлоб Курт Генрих фон Тотлебен), né le 21 décembre 1715 à Tottleben près de Bad Tennstedt (Thuringe), mort le 20 mars 1773 à Varsovie, aventurier et militaire russe d’origine saxonne.

## Origines
Né dans une famille de noblesse saxonne, fils du baron Carl Adolph von Totleben, il entre au service d’Auguste III, roi de Pologne et électeur de Saxe. Accusé de corruption, il se réfugie successivement à la cour du duc de Saxe-Weissenfels, puis de l’Électorat de Bavière, et enfin des Provinces-Unies où il acquiert le grade de colonel. Il séduit et enlève une riche héritière, Maria Petronella Gratienne Victor,
qu’il épousera après la mort de sa seconde femme. En 1751, il s’installe à Berlin, mais sa vie privée peu exemplaire entraîne son divorce et son expulsion de Berlin en 1755.

## Carrière au service de la Russie

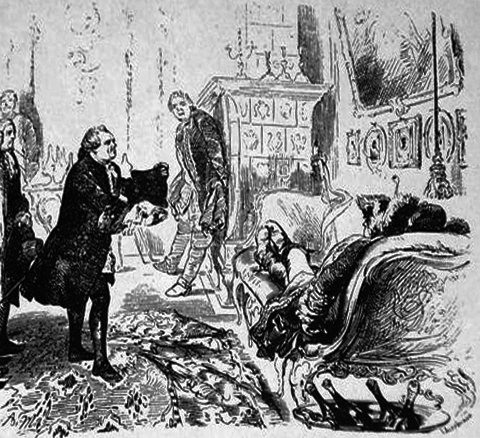
Le commerçant Gotzkowsky demande au commandant russe (Tottleben ?) allongé sur le canapé de ménager la ville de Berlin.

### Guerre de Sept Ans
Tottleben entre alors au service de la Russie. Pendant la guerre de Sept Ans, il commande un corps de cavalerie légère (cosaques et hussards) dans l’armée russe, ce qui entraîne la confiscation de ses biens en Thuringe par l’occupant prussien. Il s’illustre à la bataille de Zorndorf en 1758, puis commande le corps russe lors du raid sur Berlin en octobre 1760: il reçoit la capitulation de la capitale prussienne et la met à contribution tout en la protégeant, dans une certaine mesure, des violences et des pillages. Il s’attire l’animosité de son supérieur russe, Zakhar Tchernychev, et du comte de Lacy, chef du contingent autrichien, qui lui disputent le mérite de la prise de la ville.

### Accusations de trahison
Après son retour de Berlin, il prétend à un rôle politique et, en février 1761, établit une correspondance secrète avec Frédéric II de Prusse. Il est arrêté en juin 1761 et accusé de corruption pour avoir vendu les plans d’opérations de l’armée russe au roi de Prusse ; il prétendra qu’il ne cherchait qu’à gagner la confiance du souverain prussien pour l’attirer et le capturer. Sa version semble en partie confirmée par les archives prussiennes qui n’indiquent aucune trace d’un versement d’argent à son compte.
Condamné à mort en 1763, Tottleben est gracié par l’impératrice Catherine II de Russie mais reste en disgrâce (exilé en Sibérie ou à l’étranger, selon les versions) jusqu’en 1768.

### Expédition en Géorgie
Lors de la guerre russo-turque de 1768-1774, Catherine II le rappelle à son service et le met à la tête d’une armée qui doit attaquer l’Empire ottoman par ses provinces asiatiques en franchissant le Caucase. Cependant, la mésentente entre Tottleben et le roi Héraclius II de Géorgie, allié de la Russie, ainsi que les intrigues entre princes géorgiens, limitent le succès de cette opération.

### Expédition en Pologne
Rappelé à Saint-Pétersbourg, Tottleben est décoré par l’impératrice de l’Ordre de Saint-Alexandre Nevski le 10 septembre 1771. Il est nommé à la tête des troupes irrégulières cosaques et bachkires chargées d’occuper la Lituanie au moment du premier partage de la Pologne. Envoyé comme chef de division à Varsovie, il y meurt le 20 mars 1773. Il est inhumé dans la chapelle orthodoxe de cette ville.

## Sources de la traduction
- (en)/(de) Cet article est partiellement ou en totalité issu des articles intitulés en anglais « Gottlieb Heinrich Totleben » (voir la liste des auteurs) et en allemand « Gottlob Curt Heinrich von Tottleben » (voir la liste des auteurs).